# Vilhelm 2. af Nederlandene
Vilhelm 2. af Nederlandene (6. december 1792 – 17. marts 1849) var konge af Nederlandene og storhertug af Luxembourg fra 1840 til 1849. 
Vilhelm 2. var søn af Vilhelm 1. af Nederlandene og Vilhelmine af Preussen. Han gjorde tjeneste under Wellington mod franskmændene i Spanien, og som kronprins var han øverstbefalende over de nederlandske tropper blandt andet i Slaget ved Waterloo.
I hans regeringstid blev statsfinanserne stabiliseret, delvist med hjælp af overskuddet fra kolonierne i Ostindien. Politisk var han konservativ, men han underskrev alligevel den nye grundlov (grondwet) for Nederlandene. Dette skete under stærk påvirkning af den revolutionære uro i Europa. 

## Ægteskab og børn
Han var gift med storfyrstinde Anna Pavlovna af Rusland, datter af kejser Paul 1. af Rusland. Parret fik fem børn:
- Vilhelm 3. af Nederlandene
- Alexander af Nederlandene
- Henrik af Nederlandene
- Ernst Casimir af Nederlandene
- Sophie af Nederlandene

| Vilhelm 2.Huset Oranien-NassauFødt: 6. december 1792 Død: 17. marts 1849 |                                      |                           |
| Titler som regent                                                        |                                      |                           |
| Foregående: Vilhelm 1.                                                   | Konge af Nederlandene 1840 – 1849    | Efterfølgende: Vilhelm 3. |
| Foregående: Vilhelm 1.                                                   | Storhertug af Luxembourg 1840 – 1849 | Efterfølgende: Vilhelm 3. |